# Faverney
Faverney este o comună franceză situată în departamentul Haute-Saône, în regiunea culturală și istorică Franche-Comté și în regiunea administrativă Burgundia-Franche-Comté. Aceasta beneficiază de titlul de Cité de Caractère de Bourgogne-Franche-Comté.
Faverney a devenit cunoscută la nivel mondial datorită hostiilor miraculoase de la Faverney.

## Geografie

### Comune limitrofe
| Amance          | Menoux               | Mersuay              |
| Baulay Purgerot |                      |                      |
| Conflandey      | Fleurey-lès-Faverney | Breurey-lès-Faverney |

### Clima
În 2010, climatul comunei este de tip climat semicontinental, conform unui studiu al Centrului Național de Cercetare Științifică bazat pe o serie de date din perioada 1971-2000. În 2020, Météo-France publică o tipologie a climei din Franța metropolitană în care comuna se află într-un climat semi-continental și este în regiunea climatică Lorraine, plateau de Langres, Morvan, caracterizată de ierni aspre (1,5 °C), vânturi moderate și cețuri frecvente în toamnă și iarnă.
Pentru perioada 1971-2000, temperatura medie anuală este de 10,4 °C, cu o amplitudine termică anuală de 17,2 °C. Cumulul anual mediu de precipitații este de 992 mm, cu 13,1 zile de precipitații în ianuarie și 9,5 zile în iulie. Pentru perioada 1991-2020, temperatura medie anuală observată la stația meteorologică Météo-France cea mai apropiată, „Montureux-lès-Baulay”, situată în comuna Montureux-lès-Baulay la 11 km în linie dreaptă, este de 10,9 °C și cumulul anual mediu de precipitații este de 907,3 mm. Temperatura maximă înregistrată la această stație este de 40,8 °C, atinsă pe 25 iulie 2019; temperatura minimă este de −25 °C, atinsă pe 26 februarie 1986.
Parametrii climatici ai comunei au fost estimați pentru mijlocul secolului (2041-2070) conform diferitelor scenarii de emisie de gaze cu efect de seră, bazate pe noile proiecții climatice de referință DRIAS-2020. Aceștia pot fi consultați pe un site dedicat publicat de Météo-France în noiembrie 2022.

## Urbanism

### Tipologie
Port-sur-Saône este o comună rurală, deoarece face parte din comunele puțin sau foarte puțin dense, conform grilei comunale de densitate a INSEE (Institutul Național de Statistică și Studii Economice).
De asemenea, comuna face parte din zona metropolitană a orașului Vesoul, fiind una dintre comunele din zona periferică. Această zonă, care cuprinde 158 de comune, este încadrată în categoria zonelor cu 50.000 până la mai puțin de 200.000 de locuitori.

### Utilizarea terenului
Ocuparea terenurilor în comună, așa cum rezultă din baza de date europeană privind ocuparea biogeografică a solurilor Corine Land Cover (CLC), este marcată de importanța teritoriilor agricole (47,8% în 2018), totuși în scădere față de 1990 (54,9%). Distribuția detaliată în 2018 este următoarea: pajiști (40,8%), păduri (38,4%), terenuri arabile (6,9%), zone urbanizate (5,1%), medii cu vegetație arbustivă și/sau ierboasă (4,9%), mine, gropi de gunoi și șantiere (2,1%), zone industriale sau comerciale și rețele de comunicații (1,7%), zone agricole eterogene (0,1%). Evoluția ocupării terenurilor în comună și a infrastructurilor sale poate fi observată pe diferitele reprezentări cartografice ale teritoriului: harta Cassini (secolul XVIII), harta de stat-major (1820-1866) și hărțile sau fotografiile aeriene ale IGN pentru perioada actuală (1950 până în prezent).

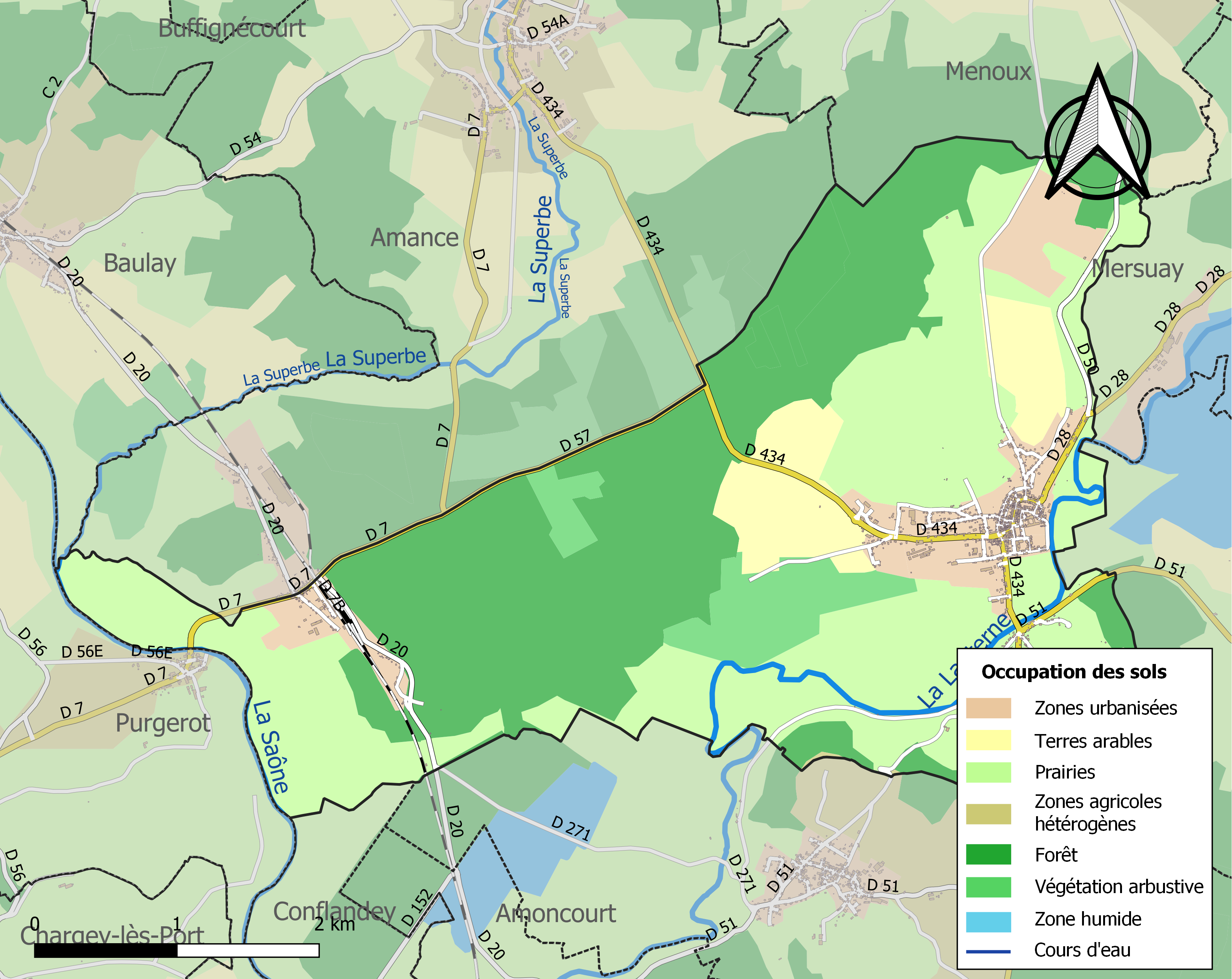
Harta infrastructurii și utilizării terenului a comunei în 2018 (CLC).

## Istorie
În secolul al VIII-lea, un nobil burgund a construit o abație destinată surorii sale (Sfânta Gude). Pe de altă parte, Sfânta Gude apare în relatarea martiriului celor doi pelerini aquitani Berthaire și Athalein (766) (acta sanctorum Bertarii et Ataleno). Conform relatării, ea îi vede venind către ea pe locuitorii satului Bourguignon-lès-Conflans, însoțind pescarul din Bourguignon, care a găsit în plasele sale două capete tăiate, aruncate în râul La Lanterne de către doi locuitori ai villa manaore (Menoux), Servat și Agenulfe. Gude este cea care a cerut să fie aduse capetele la corpurile respective, iar locul crimei celor doi pelerini a devenit locul de înmormântare unde s-a ridicat o capelă. Acest loc se numește Saint-Berthaire și este situat în comuna Saint-Rémy.
Cultul sfinților Berthaire și Athalein a fost transferat la Bleurville (Vosges, cantonul Darney) în cursul secolului al X-lea.
Patru secole mai târziu, în 1132, călugărițele din Faverney și-au cedat mănăstirea unor călugări benedictini veniți de la La-Chaise-Dieu (Auvergne).
În secolul al XVII-lea, în plină decădere spirituală, intelectuală și materială, abația din Faverney a adoptat reforma claustrală a congregației Sfântului Vanne și Sfântului Hydulphe. Începând de atunci și până la Revoluție, Faverney a cunoscut cele mai strălucitoare momente din istoria sa: mănăstirea „a crescut în știință și în sfințenie și a dobândit o reputație și o influență crescute”.

## Politică și administrație

### Legături administrative și electorale
Vauchoux face parte din Arondismentul Vesoul al departamentului Haute-Saône, în regiunea Burgundia-Franche-Comté. Pentru alegerea deputaților, Vauchoux depinde de prima circumscripție a departamentului Haute-Saône.
Începând din 1806, comuna făcea parte din cantonul Amance. În cadrul reconfigurării cantonale din 2014 în Franța, comuna face acum parte din cantonul Port-sur-Saône.

### Intercomunalitate
Comuna a fost membră a comunității de comune Saône Jolie, creată în 1992.
Articolul 35 din legea nr. 2010-1563 din 16 decembrie 2010 „de reformă a colectivităților teritoriale” prevede finalizarea și raționalizarea dispozitivului intercomunal în Franța, și anume integrarea aproape a tuturor comunelor franceze în EPCI (Etablissement Public de Coopération Intercommunale) cu fiscalitate proprie, a căror populație să fie în mod normal mai mare de 5.000 de locuitori. Astfel, comunitățile de comune:
- Comunitatea de Comune Agir ensemble[22]
- Comunitatea de Comune Saône Jolie
- Comunitatea de Comune Six Villages[23]

și comunele izolate Bourguignon-lès-Conflans, Breurey-lès-Faverney și Vilory au fost reunite pentru a forma, la 1 ianuarie 2014, comunitatea de comune Terres de Saône, din care face parte acum și comuna.

## Date demografice
În 2021, comuna Faverney avea 978 de locuitori. Începând din secolul XXI, recensămintele reale pentru comunele cu mai puțin de 10.000 de locuitori au loc la fiecare cinci ani. Celelalte „recensăminte” sunt estimări.
| An        | 1793 | 1821 | 1841 | 1856 | 1872 | 1886 | 1901 | 1921 | 1936 | 1962 | 1982 | 2006 | 2011 | 2021 |
| --------- | ---- | ---- | ---- | ---- | ---- | ---- | ---- | ---- | ---- | ---- | ---- | ---- | ---- | ---- |
| Populație | 1226 | 1254 | 1557 | 1193 | 1348 | 1467 | 1488 | 1364 | 1381 | 1228 | 1116 | 1052 | 949  | 978  |

## Cultura și patrimoniul local

### Locuri si monumente
- Abatia Notre-Dame de Faverney[28]: Din clădirile din Evul Mediu, au rămas doar anumite părți ale bisericii abatiale. Clădirile abației au fost reconstruite începând de la sfârșitul secolului al XVII-lea: 1683-1688: clădirea abațială, actualmente primăria; 1713-1733: clădiri conventuale pe planurile lui Dom Vincent Duchesne. După Revoluție, biserica devine parohială, clădirea abațială este transformată în primărie. Clădirile, vândute ca bunuri naționale și parțial distruse, sunt reconstruite la sfârșitul secolului al XIX-lea și începutul secolului al XX-lea, devenind un mare seminar de filosofie între 1911 și 1967, apoi o proprietate privată din 1993. În biserica parohială se găsesc orgi construite în 1861 de fabricantul Charles Spackmann Barker, al căror restaurare este dorită de o asociație locală care lansează o subscripție publică în 2016[29].

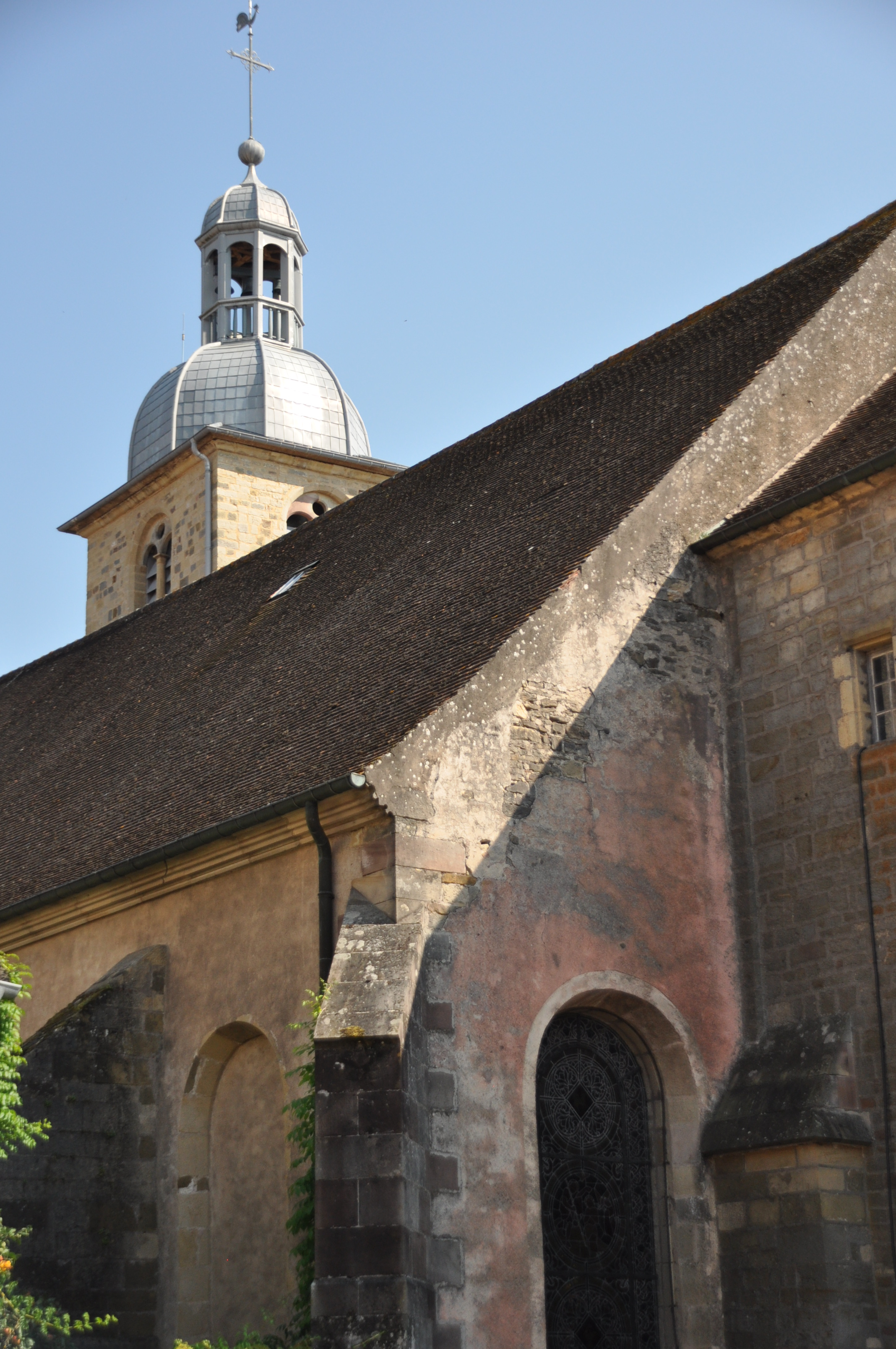
Abatia Notre-Dame de Faverney.
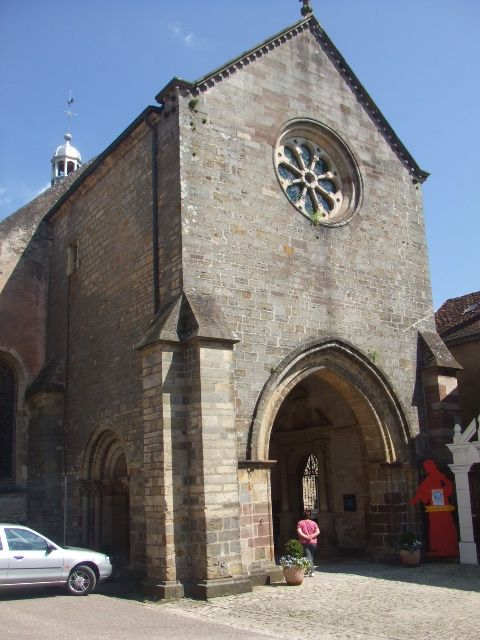
Biserica abației.
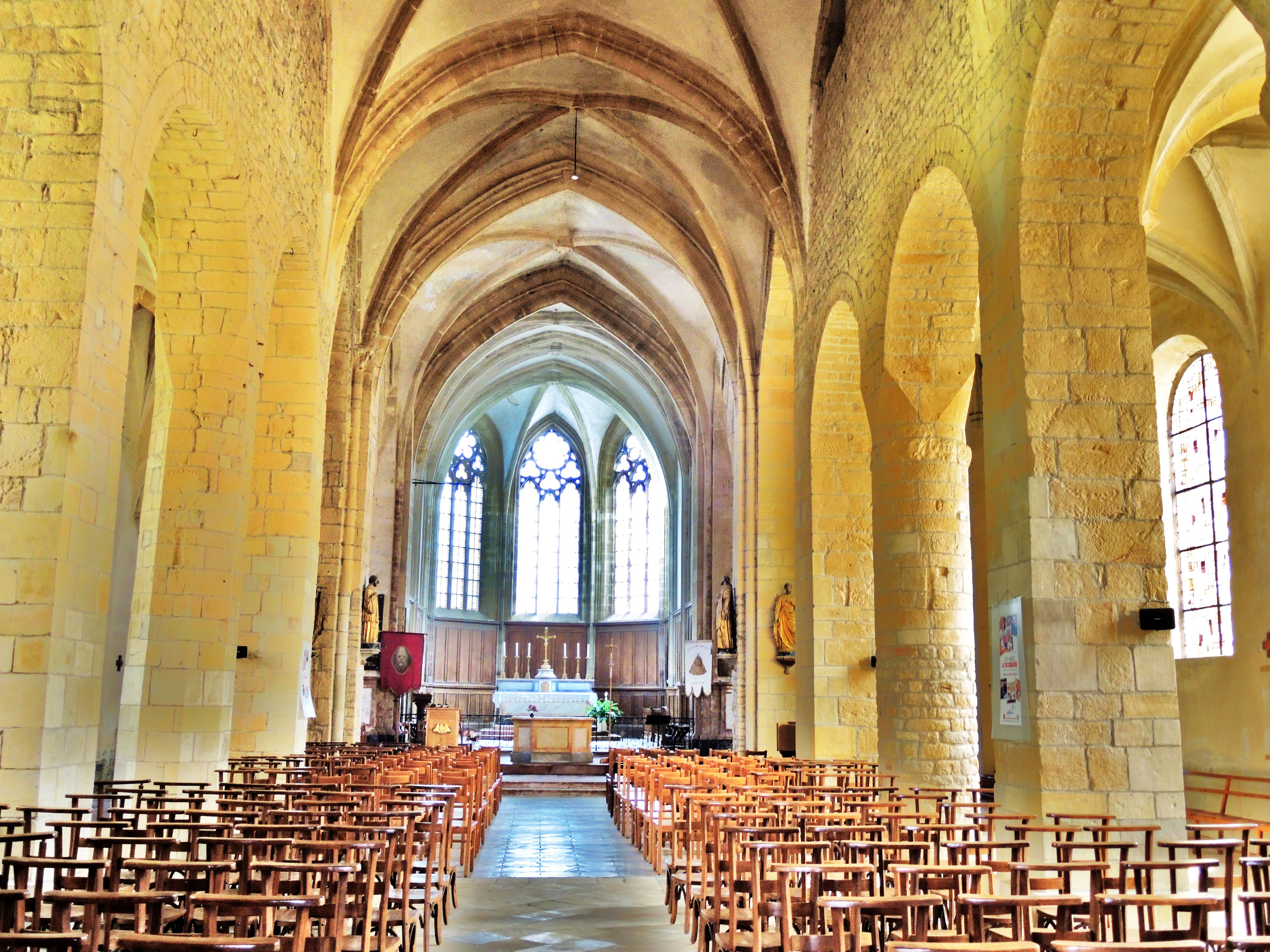
Nava bisericii abației.
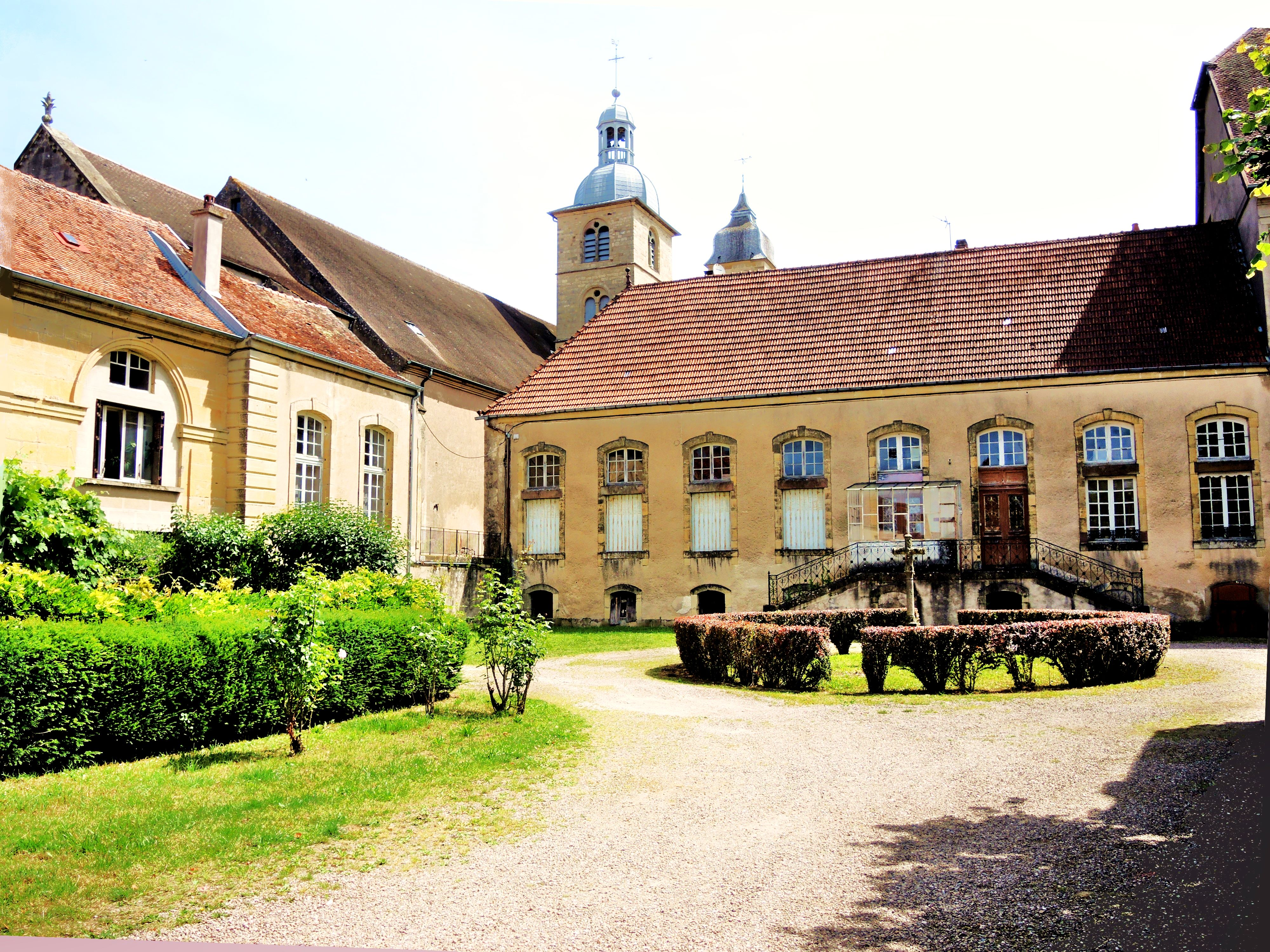
Fațada de intrare în vechea mănăstire.
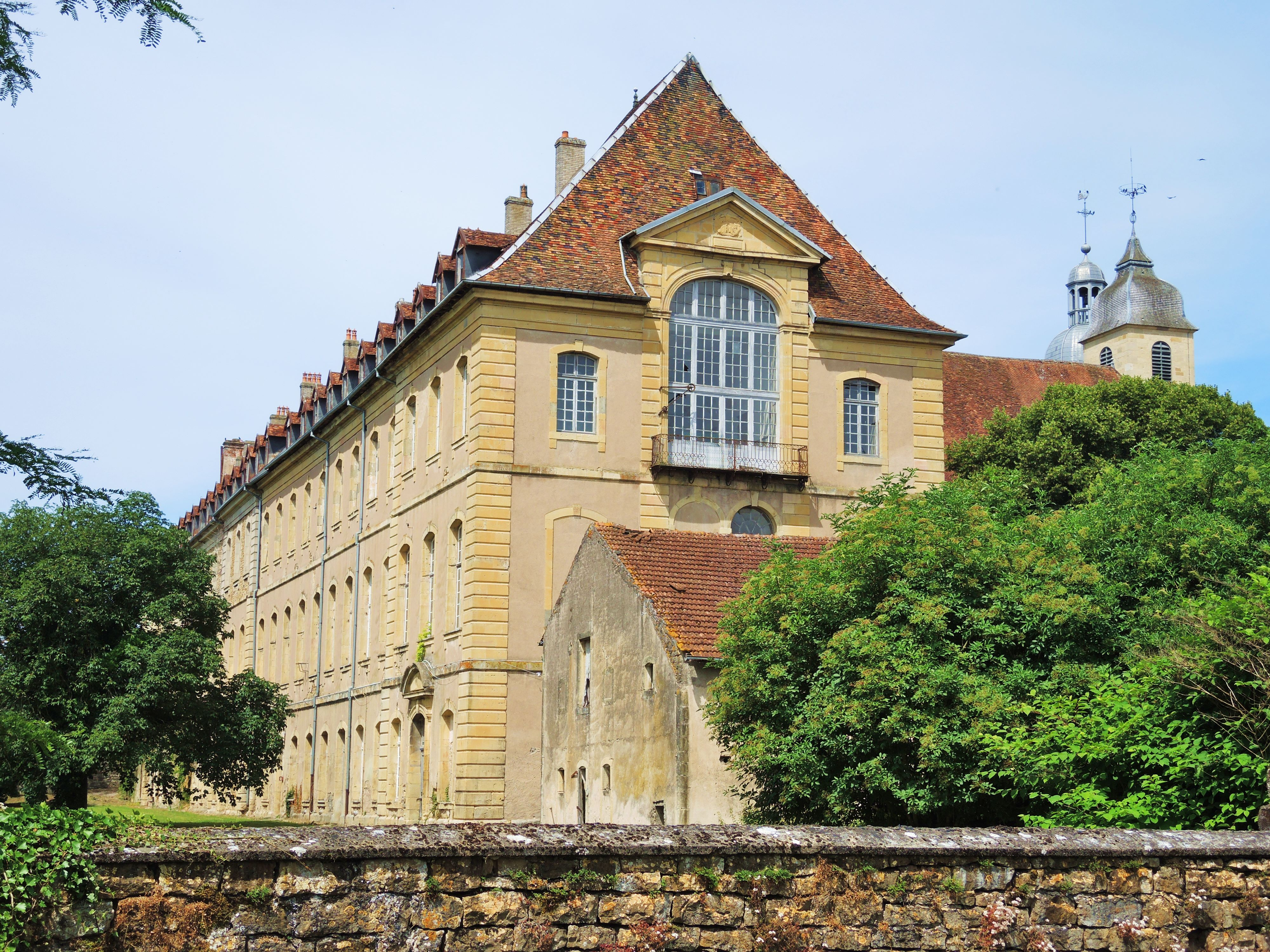
Clădirea vechii abații, vedere din spate.

- Cazarma Faverney[30]
- Jandarmeria Faverney
- Halelel din Faverney[31]

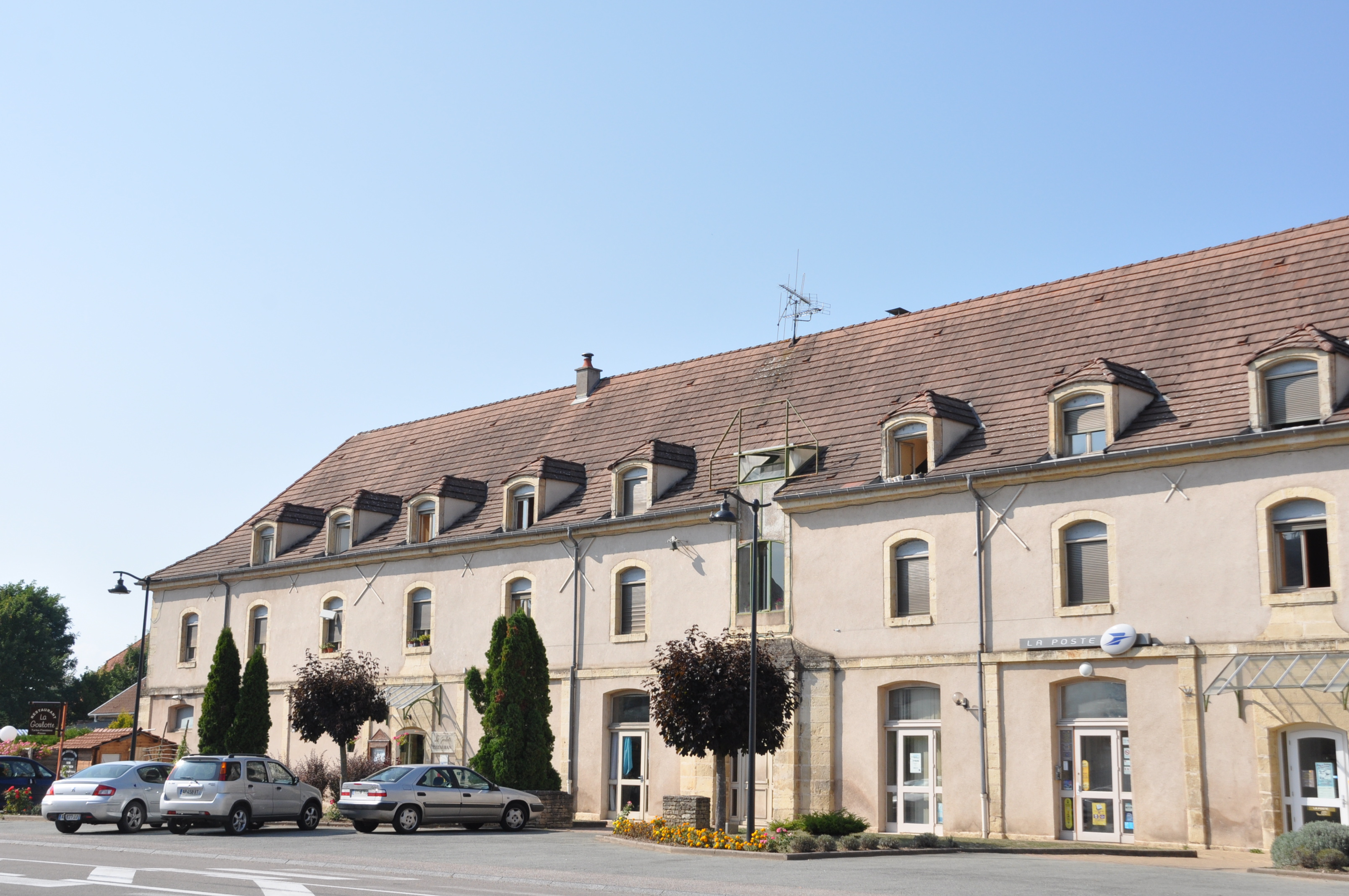
Cazarma Faverney.
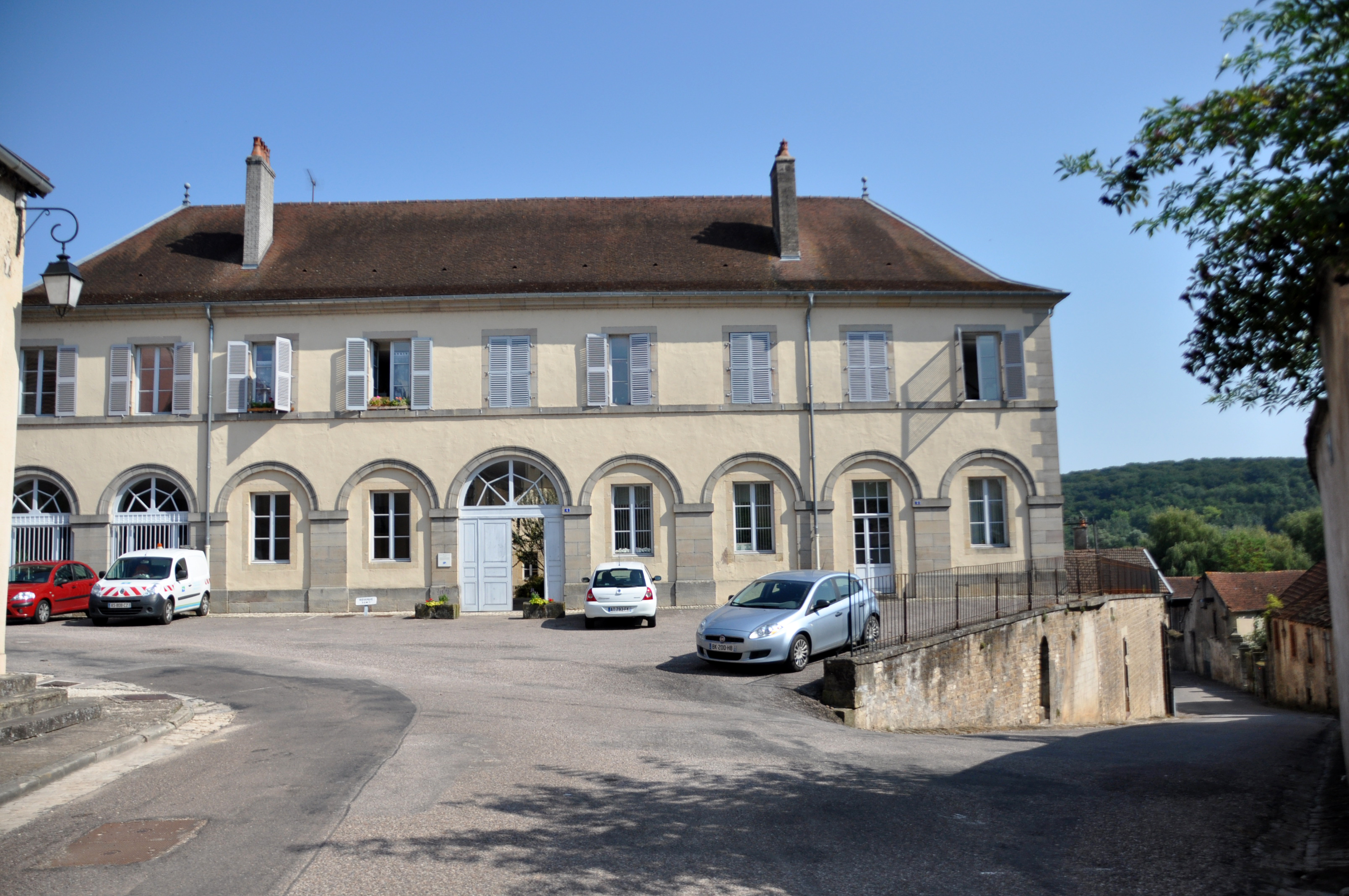
Jandarmeria Faverney.
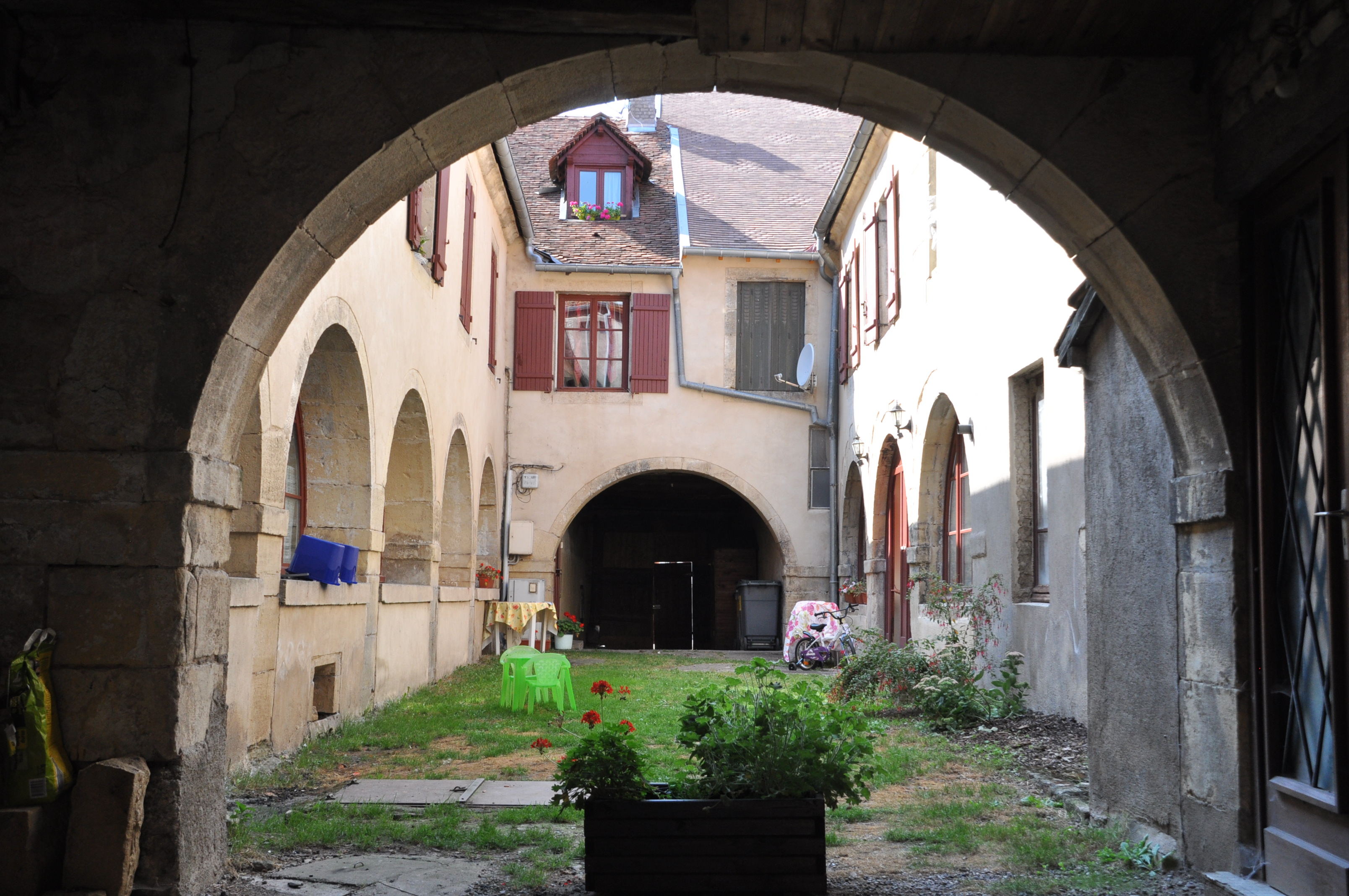
Halelel din Faverney.

- Crucea satului Faverney[32]

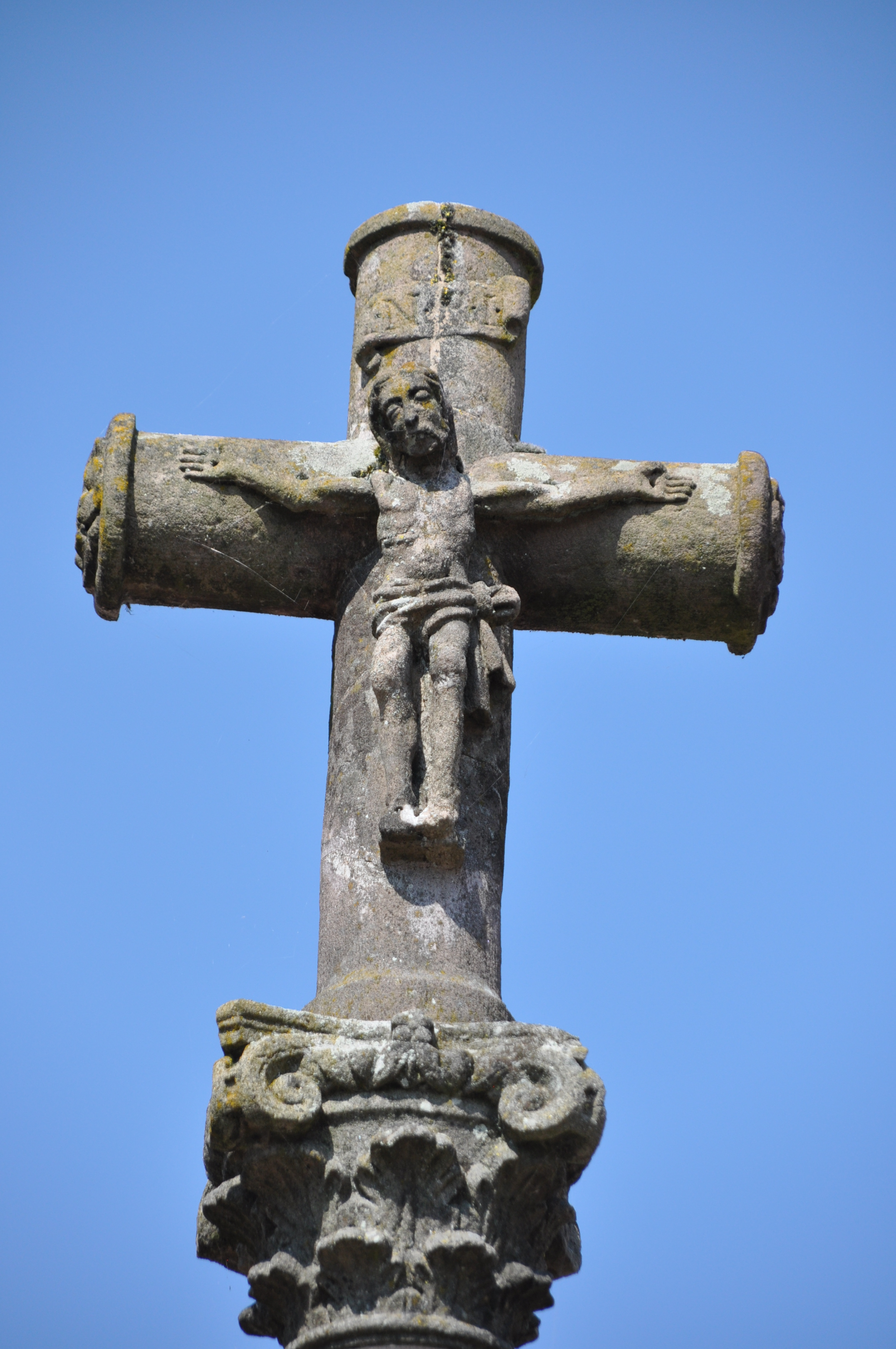
Crucea satului Faverney.
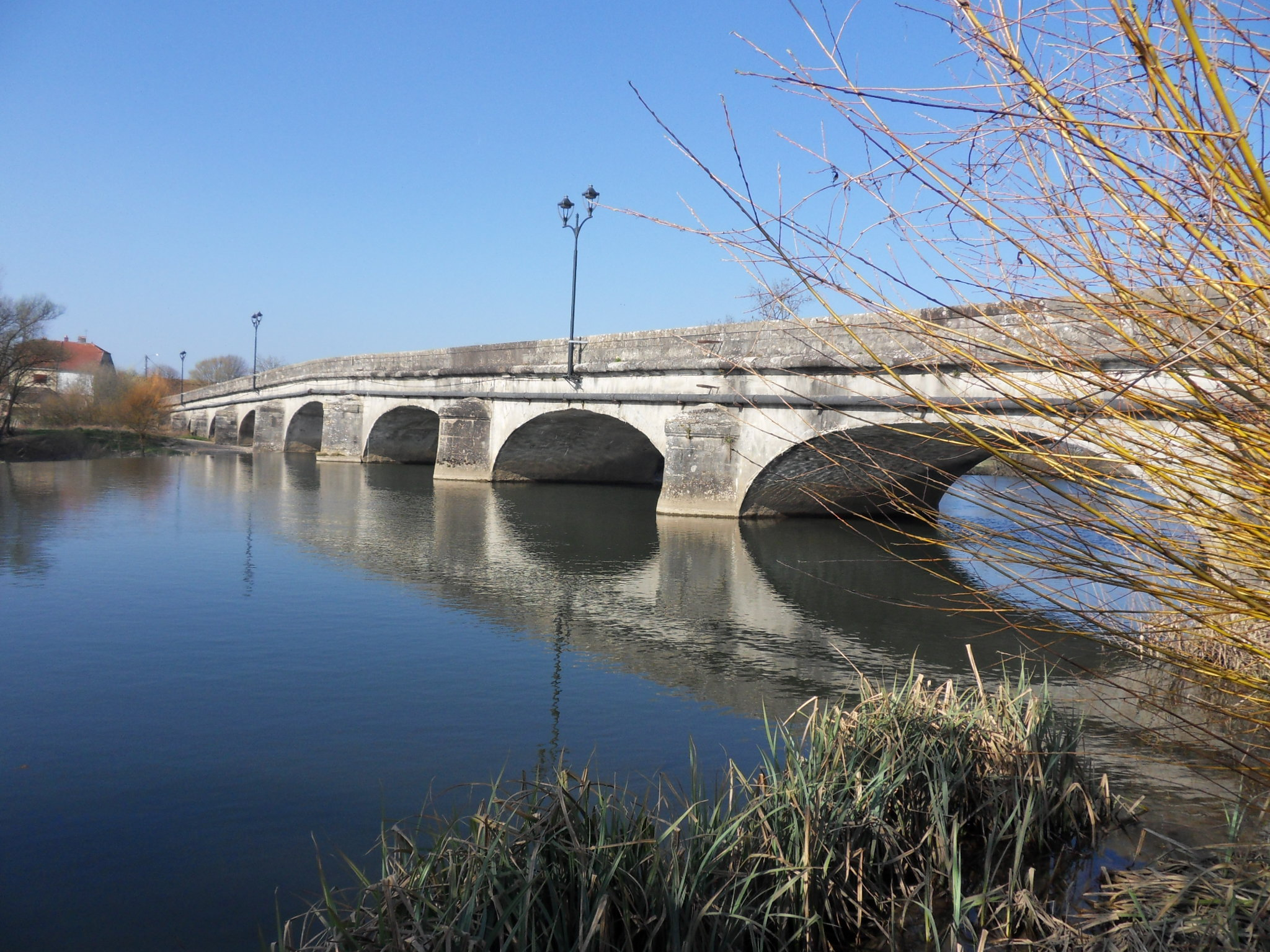
Podul benedictin peste Lanterne.
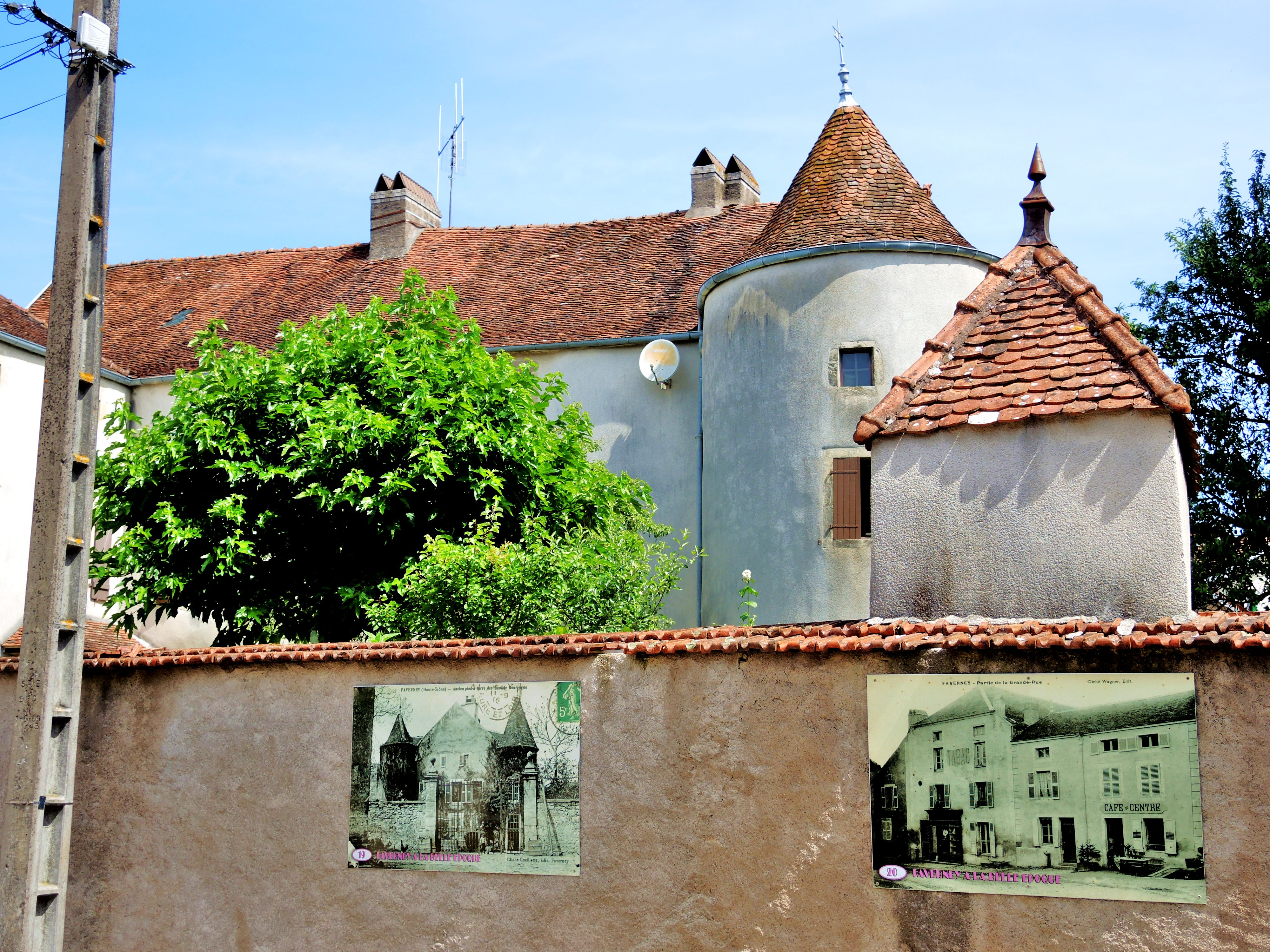
Castel vechi, văzut de pe o alee.
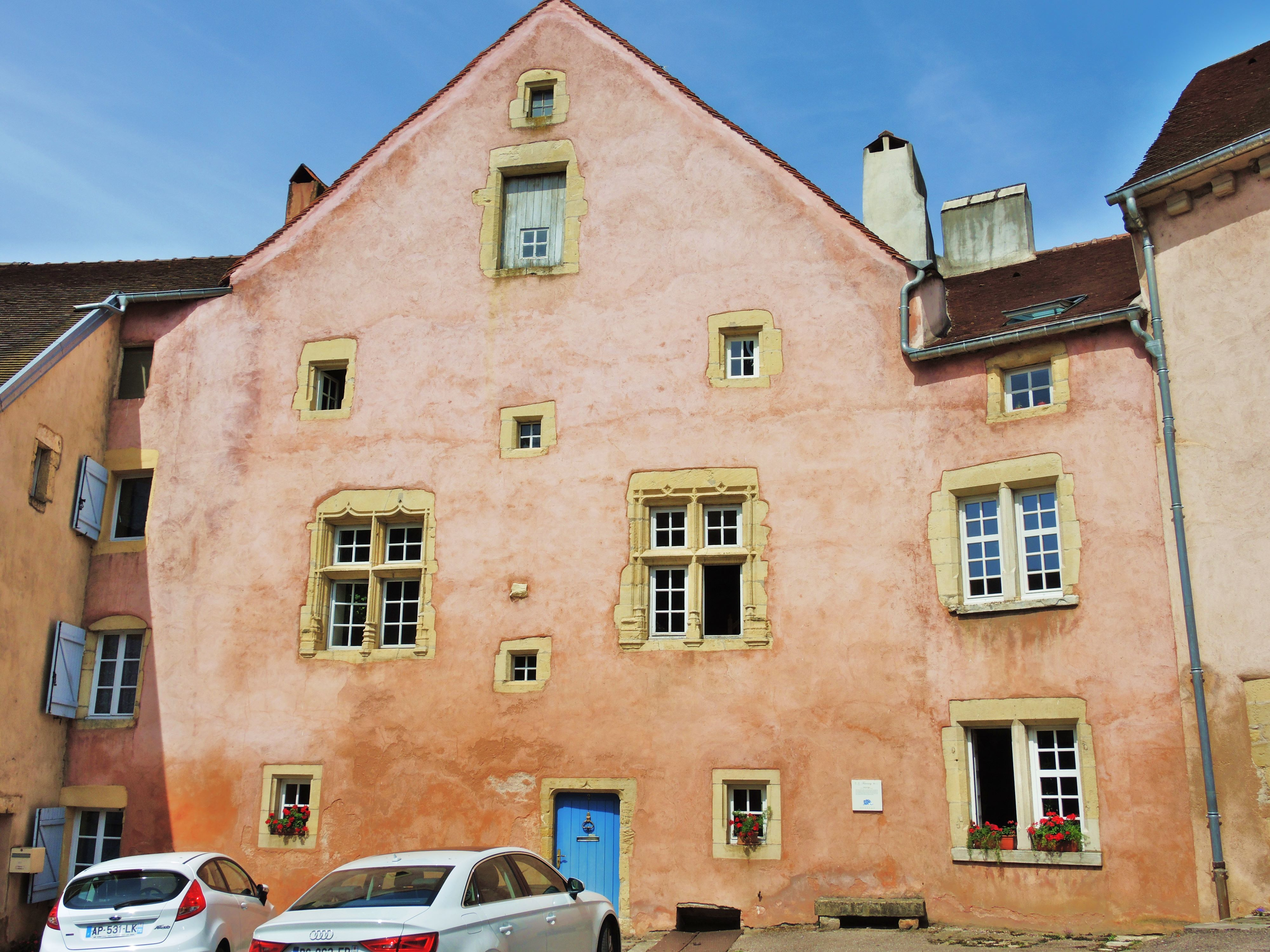
Pensiune[33].